# 凱盧阿-科納 (夏威夷州)
凱盧阿-科納（英語：Kailua-Kona）是位於美國夏威夷州夏威夷縣的一個人口普查指定地區。

## 地理
凱盧阿-科納的座標為19°39′00″N 155°59′39″W / 19.65000°N 155.99417°W，而該地最高點為海拔高度2米（即7英尺）。

## 人口
根據2020年美國人口普查的數據，卡勞亞的面積為49.71平方千米，當中陸地面積為35.73平方千米，而水域面積為13.98平方千米。當地共有人口19713人，而人口密度為每平方千米71人。